# 住吉神社 (横須賀市久里浜)
住吉神社（すみよしじんじゃ）は、神奈川県横須賀市久里浜にある神社。
現在は横須賀諏訪神社の兼務社となっている。

## 概要
久里浜港の南脇に鎮座している。
創建は不詳だが、かつては栗浜大明神（くりはまだいみょうじん）と呼ばれ、1180年（治承4年）の衣笠城合戦の際に、三浦一族が戦勝祈願をしたこと、1182年（寿永元年）に源頼朝が北条政子の安産（源頼家誕生）祝いの神馬を奉納したこと、1185年（元暦2年）に源頼朝が北条政子と参拝したことなどが『吾妻鏡』に記されている、歴史の長い古社である。

## 祭神
- 中筒男命